# Керр, Роберт (учёный)
Роберт Керр (англ. Robert Kerr; 1755 — 11 октября 1813) — шотландский историк и переводчик научной литературы.
Керр родился в графстве Роксбургшир в семье ювелира. Он обучался медицине в Эдинбургском университете и проходил практику хирургом в Эдинбургской больнице для детей-сирот. В 1789 году он начал свою переводческую деятельность публикацией английского перевода знаменитого учебника Антуана Лавуазье «Элементарный курс химии», в том же году в переводе Керра вышла работа Бертолле о жавелевой воде. В 1792 году Керр опубликовал «Царство животных» (англ. The Animal Kingdom) — перевод первых двух томов четырёхтомной Systema Naturae Линнея с рядом собственных дополнений, благодаря которым имя Керра фигурирует в числе специалистов, установивших научные названия зоологических таксонов; над переводом двух оставшихся томов он, по-видимому, не работал. В период с 1793 по 1800 гг. появился в печати выполненный Керром перевод «Естественной истории четвероногих яйцекладущих и змей» Ласепеда — части фундаментальной «Естественной истории» Бюффона.
В 1794 году Керр оставил свою работу хирургом, приобретя бумажную фабрику в Айтоне (Бервикшир), которая за пятнадцать лет его практически разорила. В 1809 году Керр ради заработка вернулся к научной деятельности, начав с различных небольших книг и статей: «Общий взгляд на сельское хозяйство Бервикшира» (англ. General View of the Agriculture of Berwickshire; 1809), «Воспоминания об Уильяме Смелли» и «История Шотландии в царствование Роберта Брюса» (англ. History of Scotland during the reign of Robert Bruce; 1811). В 1811 году Керр приступил к изданию огромной исторической монографии «Всеобщая история путешествий, собранных в систематическом порядке и образующих полную историю происхождения и прогресса навигации, открытий и торговли, на суше и на море, с древнейших времён до настоящего времени» (англ. A General History and Collection of Voyages and Travels — Arranged in Systematic Order: Forming a Complete History of the Origin and Progress of Navigation, Discovery, and Commerce, by Sea and Land, from the Earliest Ages to the Present Time). Этот труд, посвящённый британскому адмиралу Александру Кокрейну, составил в итоге 18 томов, издание которых завершилось спустя более чем десятилетие после смерти автора. Кроме того, в 1813 году вышел сделанный Керром перевод первого издания «Исследований об ископаемых костях» Жоржа Кювье (английское издание под названием «Опыты по теории Земли», англ. Essays on the Theory of the Earth).